# Kategoria e Parë (1958)
Sezon 1958 był 21. sezonem Mistrzostw Albanii w piłce nożnej. W rozgrywkach brało udział 8 zespołów. Sezon rozpoczął się 9 marca, a zakończył 29 czerwca 1958. Tytuł obroniła drużyna Partizani Tirana. Tytuł króla strzelców zdobyli Refik Resmja (Partizani Tirana) oraz Enver Shehu (17 Nëntori Tirana), którzy strzelili po 6 goli.  

## Tabela końcowa
|   | Klub              | M  | W | R | P | B+ | B- | Pkt | Uwagi  |
| 1 | Partizani Tirana  | 14 | 7 | 5 | 2 | 27 | 12 | 19  | Mistrz |
| 2 | Besa Kavajë       | 14 | 7 | 4 | 3 | 17 | 14 | 18  |        |
| 3 | 17 Nëntori Tirana | 14 | 4 | 9 | 1 | 15 | 9  | 17  |        |
| 4 | Dinamo Tirana     | 14 | 6 | 4 | 4 | 28 | 18 | 16  |        |
| 5 | Skënderbeu Korçë  | 14 | 3 | 6 | 5 | 9  | 16 | 12  |        |
| 6 | Vllaznia Szkodra  | 14 | 3 | 5 | 6 | 14 | 22 | 11  |        |
| 7 | Flamurtari Vlora  | 14 | 3 | 4 | 7 | 11 | 21 | 10  |        |
| 8 | Lokomotiva Durrës | 14 | 3 | 3 | 8 | 11 | 20 | 9   | Spadek |